# Rhoptria asperaria
Rhoptria asperaria là một loài bướm đêm trong họ Geometridae.